# اچ‌ام‌اس لنکس (۱۹۱۴)
اچ‌ام‌اس لنکس (۱۹۱۴) (به انگلیسی: HMS Lennox (1914)) یک کشتی بود که طول آن ۲۶۹ فوت (۸۲ متر) بود. این کشتی در سال ۱۹۱۴ ساخته شد.